# Estonia la Jocurile Europene din 2015
Estonia a participat la Jocurile Europene din 2015 la Baku în Azerbaijan în perioada 12-28 iunie cu o delegație de 59 de sportivi care concurează la 12 sporturi.

## Medaliați
Sportivi estoni medaliați:
| Medalie | Nume                                                    | Sport  | Probă                     | Dată     |
| ------- | ------------------------------------------------------- | ------ | ------------------------- | -------- |
| 2       | Julia Beljajeva Irina Embrich Erika Kirpu Katrina Lehis | Scrimă | Spadă pe echipe – feminin | 26 iunie |
| 3       | Heiki Nabi                                              | Lupte  | Greco-romane 130 kg       | 14 iunie |
| 3       | Erika Kirpu                                             | Scrimă | Spadă feminin             | 23 iunie |